# ナイキスト線図

ナイキスト線図

ナイキスト線図（ないきすとせんず、英語: Nyquist diagram）は、制御理論における周波数応答{\displaystyle G(j\omega )}の実部を横軸に、虚部を縦軸にとる極座標系において、角周波数ωを0から∞まで変化させた軌跡を描いた線図。
ベクトル軌跡（英: vector locus）とも。　ナイキスト線図という名称は、ベル研究所の技術者であったハリー・ナイキストによって考案されたことに由来する。

制御系の安定性評価

ナイキスト線図は、フィードバックを有する制御系の安定性を評価する目安となる。判定の基準は、極座標平面上のIm=0,Re<0の軸と螺旋状のベクトル軌跡が交差する点に注目したときに、交点が-1<Re<0の範囲にある場合に増幅器となり、Re=-1の点を通るならば発振状態にあり、(図中赤線のように)交点がRe<-1の範囲にあるならば拡散状態になる。